# 키엔 에스 키엔
《키엔 에스 키엔》(스페인어: ¿Quién es quién?)는 2015년 방영된 미국의 텔레노벨라이다.